# Kebonagung (Magetan)
Kebonagung is een bestuurslaag in het regentschap Magetan van de provincie Oost-Java, Indonesië. Kebonagung telt 1574 inwoners (volkstelling 2010).